# Municipio Tapachula
Koordinaten: 14° 55′ N, 92° 16′ W
Tapachula ist ein Municipio im Süden des mexikanischen Bundesstaates Chiapas in der Region Soconusco. Das Municipio hat etwa 320.000 Einwohner und eine Fläche von 983,6 km². Verwaltungssitz und größter Ort des Municipios ist die Großstadt Tapachula de Córdova y Ordóñez, auch kurz Tapachula.

## Geographie
Das Municipio Tapachula liegt im Süden des mexikanischen Bundesstaats Chiapas auf Höhen zwischen Meereshöhe und 2700 m. Es zählt zur Gänze zur physiographischen Provinz der Cordillera Centroamericana und liegt gänzlich in der hydrologischen Region Costa de Chiapas. Die Geologie des Municipios wird zu 45 % von Alluvionen bestimmt bei 23 % Tuff, 14 % Andesit und 10 % Granit; vorherrschende Bodentypen sind der Luvisol (40 %), Phaeozem (34 %) und Acrisol (10 %). Etwa 67 % der Gemeindefläche dienen dem Ackerbau, 16 % werden von Weideland eingenommen, 8 % sind bewaldet.
Das Municipio Tapachula grenzt an die Municipios Huehuetán, Tuzantán, Motozintla, Cacahoatán, Tuxtla Chico, Frontera Hidalgo, Suchiate und Mazatán sowie an die Republik Guatemala und an den Pazifik.

## Bevölkerung
Beim Zensus 2010 wurden im Municipio 320.451 Menschen in 81.757 Wohneinheiten gezählt. Davon wurden 4.310 Personen als Sprecher einer indigenen Sprache registriert, davon 3.335 Sprecher des Mam und 328 Sprecher des Zapotekischen. Gut neun Prozent der Bevölkerung waren Analphabeten. 126.879 Einwohner wurden als Erwerbspersonen registriert, wovon 66 % Männer bzw. 2,8 % arbeitslos waren. 17,5 % der Bevölkerung lebten in extremer Armut.

## Orte
Das Municipio Tapachula umfasst 507 bewohnte localidades, von denen der Hauptort sowie Puerto Madero, Vida Mejor I, Álvaro Obregón, Los Cafetales, Raymundo Enríquez und Carrillo Puerto vom INEGI als urban klassifiziert sind. 23 Orte wiesen beim Zensus 2010 eine Einwohnerzahl von über 1000 auf, 312 Orte hatten weniger als 100 Einwohner. Die größten Orte sind:
| Ort                            | Einwohner |
| Tapachula de Córdova y Ordóñez | 202.672   |
| Puerto Madero (San Benito)     | 009.557   |
| Vida Mejor I                   | 006.460   |
| Álvaro Obregón                 | 005.717   |
| Los Cafetales                  | 003.054   |
| Raymundo Enríquez              | 003.049   |
| Carrillo Puerto                | 002.676   |
| Veinte de Noviembre            | 002.184   |
| El Encanto                     | 001.726   |
| José María Morelos             | 001.717   |
| Viva México                    | 001.691   |
| Llano de la Lima               | 001.579   |
| Nuevo Pumpuapa (Cereso)        | 001.431   |
| Cebadilla 1ra. Sección         | 001.384   |
| Los Palacios                   | 001.217   |
| Congregación Reforma           | 001.132   |
| Octavio Paz                    | 001.124   |
| Acaxman                        | 001.099   |
| San Nicolás Lagartero          | 001.071   |
| Tinajas 1ra. Sección           | 001.055   |
| Cantón Villaflor               | 001.046   |
| Pavencul                       | 001.039   |
| Cebadilla 2da. Sección         | 001.000   |